# 김준섭 (축구 선수)
김준섭(1999년 10월 1일 ~ )은 대한민국의 축구 선수이며, 포지션은 수비수이다.